# Dźajsalmer

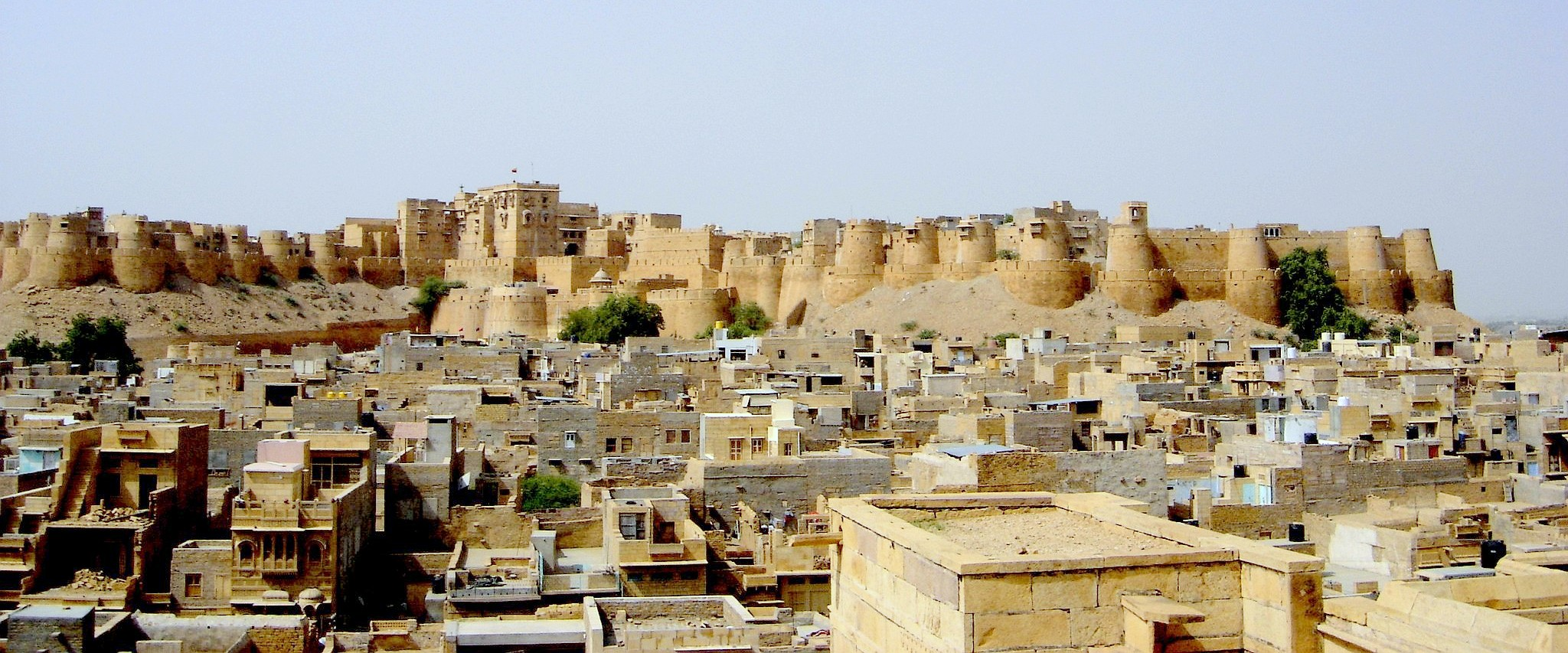
Fort w Dźajsalmerze

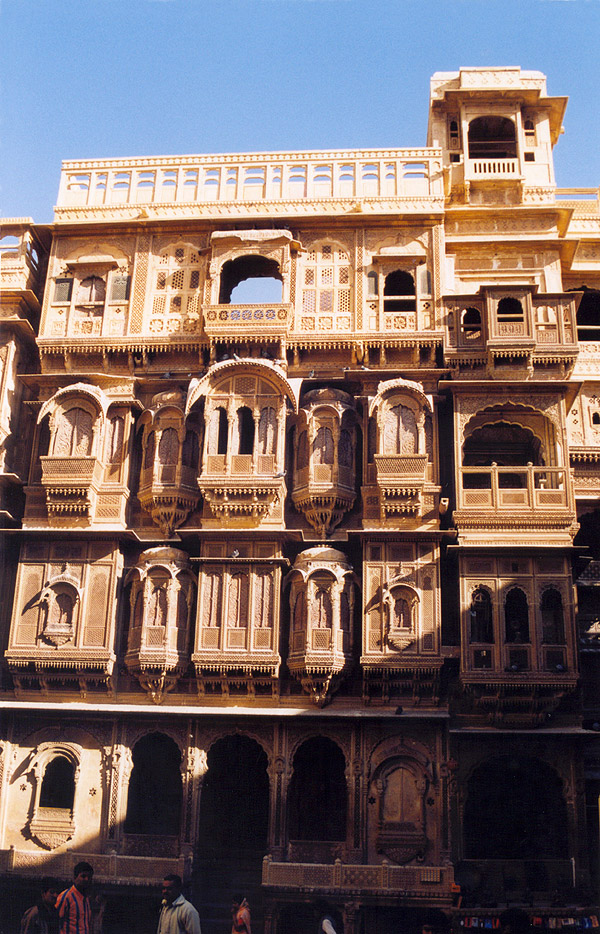
Jedna z haveli w Dźajsalmerze

Dźajsalmer – miasto położone na pustyni Thar w Radżastanie, w Indiach, w pobliżu granicy z Pakistanem. Około 78 tysięcy mieszkańców (2005). Miasto zostało założone w 1156 przez władcę radźpuckiego Rawal Dźajsala, jako nowa stolica państwa Radźputów.
Miasto jest jedną z największych atrakcji turystycznych Radżastanu. Do najciekawszych obiektów należą:
- Fort Dźajsalmer – fort zbudowany z piaskowca w 1156[1] przez maharadżę Dźajsala na szczycie wzgórza Trikuta. Fort zachowany jest w bardzo dobrym stanie. Teren Fortu jest do dzisiaj zamieszkany (około 1/4 ludności Jaisalmer). Najciekawsze obiekty wewnątrz fortu to pałac królewski i świątynie dźinijskie.
- Haweli – domostwa bogatych kupców radźpuckich. Do najlepiej zachowanych haveli zaliczają się:
  - Patwon-ki-Haveli – najlepiej zachowana haveli w Dźajsalmerze. Budowla powstała w latach 1800–1860, zbudowana przez dźinijskiego kupca i bankiera Guman Chand Patwa i jego pięciu synów;
  - Salim Singh-ki-Haveli – haveli zbudowana w 1815 przez Salim Singha, premiera w rządzie ówczesnego księstwa Dźajsalmer;
  - Nathmal-ki-Haveli – również wzniesiona przez premiera księstwa Dźajsalmer pod koniec XIX wieku;
- Muzea w Dźajsalmerze:
  - Muzeum Kultury Pustyni (Desert Culture Center & Museum);
  - Muzeum Folkloru (Jaisalmer Folklore Museum);
  - Muzeum Rządowe (Government Museum).

Osobną, wielką atrakcją Dźajsalmeru jest Festiwal Pustyni, odbywający się co roku na przełomie stycznia i lutego. Festiwal Pustyni jest okazją do obejrzenia m.in. folkloru radźpuckiego.

## Dźajsalmer w literaturze
- Życie po hindusku Janina Rubach- Kuczewska 1971 (str. 138-142)